# Милутин Гарашанин (археолог)
Милутин Гарашанин (Београд, 11. септембар 1920 — Београд, 4. април 2002) био је српски археолог и академик.

## Биографија
Рођен је у Београду у породици Гарашанин. Дипломирао је 1946. на Филозофском факултету, на групи за Класичну филологију са археологијом. Докторирао је 1950. године на Филозофском факултету у Љубљани, дисертацијом „Хронологија винчанске групе“. Кратко време, 1945—1946. године, радио је у Музеју града Београда, где је обављао дужност управника, а затим до 1950. године радио је као археолог-праисторичар у Народном музеју у Београду. Постао је научни сарадник Археолошког института САНУ 1950. године. За ванредног професора Филозофског факултета у Београду изабран је 1957, а за редовног 1963. године.
За дописног члана САНУ изабран је 5. децембра 1963, а за редовног 22. априла 1976. године. Од 15. децембра 1977. до 19. новембра 1981. био је генерални секретар САНУ.
Његова супруга Драга Гарашанин такође је била археолог.
Био је редовни члан Немачког и Аустријског археолошког института, члан Института за праисторију Италије, потпредседник Међународне уније за проучавање југоисточне Европе при УНЕСКО-у.
Његова научна активност обухватала је све периоде праисторије Југоисточне Европе и античку археологију. Интензивно је радио у Србији и Македонији.